# Xanthomera leucoglene
Xanthomera leucoglene là một loài bướm đêm trong họ Noctuidae.